# Phytobia xanthophora
Phytobia xanthophora este o specie de muște din genul Phytobia, familia Agromyzidae, descrisă de Ignaz Rudolph Schiner în anul 1868. Conform Catalogue of Life specia Phytobia xanthophora nu are subspecii cunoscute.